# الشعرى الشامية
الشعرى الشامية في الفلك (بالإنجليزية: Procyon أو α Canis Minoris) هو أشد نجوم كوكبة الكلب الأصغر تألقا وأحد أعضاء قائمة أشد النجوم سطوعا. كان معروفا عند قدماء المصريين الذين أسموه «إمي خت سوبدت». يبلغ بعده عنا نحو 4و11 سنة ضوئية وهو بذلك من أقرب النجوم إلينا وهو يشرق في السماء قبل ظهور الشعرى اليمانية.
ويكوّن مع نجوم من ضمنها الشعرى اليمانية ومنكب الجوزاء ما يسمى مسدس الشتاء.
ومثل الشعرى الشامية مثل الشعرى اليمانية التي تتكون من نجم ثنائي والنجمين في الشعرى الشامية هما : الشعرى الشامية أ وهو نجم أبيض مصفر من نحوم النسق الأساسي يتميز بفئة طيفية F5، وقرينه الشعرى الشامية ب وهو قزم أبيض. تبلغ دورة النجمين حول مركز ثقلهما نحو 41 سنة.
لم يتمكن القمر الصناعي موست MOST من إثبات اهتزازات ضياء هذا النظام والتي من المفروض أن تظهر في حالة تزلزل الشعرى الشامية، الشيء الذي كان العلماء يعتقدون فيه.

## هل توجد حياة

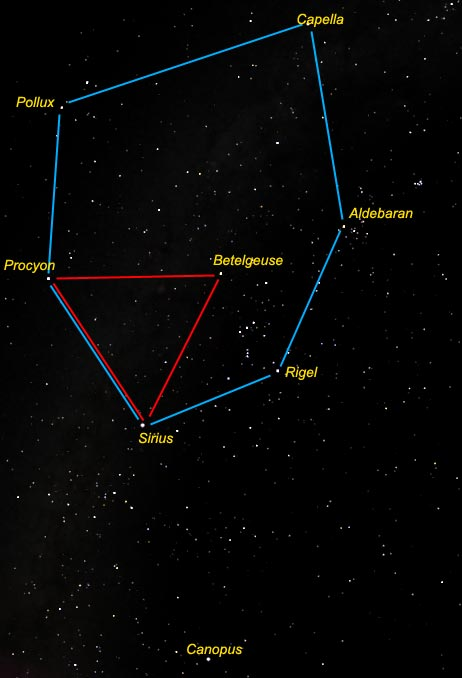
الأحمر = مثلث الشتاء، الأزرق = مسدس الشتاء

احتمال وجود حياة حول الشعرى الشامية احتمال ضعيف لأن المنطقة المحيطة والتي يمكن أن تكون صالحة للحياة تبعد عن الشعرى الشامية أ نحو 7و2 وحدة فلكية (أي نحو 400 مليون كيلومتر) لا يمكن أن تحوي كوكبا في حال استقرار نظرا لوجود قزم أبيض على بعد 9و8 وحدة فلكية. أو قد يكون تأثير القزم الأبيض على الحياة في الشعرى الشامية تأثيرا مميتا خلال مروره بمرحلة عملاق أحمر قبل أن يصبح قزما أبيضا.
كما يشع الشعرى الشامية قدرا كبيرا من طاقته في نطاق الأشعة فوق البنفسجية والتي يمكن أن تقضي على أي حياة. ومن الناحية النظرية فإنه من الممكن نشأة حياة على كوكب يتبع الشعرى الشامية ولكن الفترة تكون قصيرة لتطور الحياة كما تتعرض لوابلات من الشهب كما حدث عند نشأة الحياة على الأرض لمدة ملايين السنين. ومن المحتمل أن النجم يغادر مرحلة النسق الأساسي بعد سقوط غزير للشهب والنيازك على نظام مثل الشعرى الشامية.

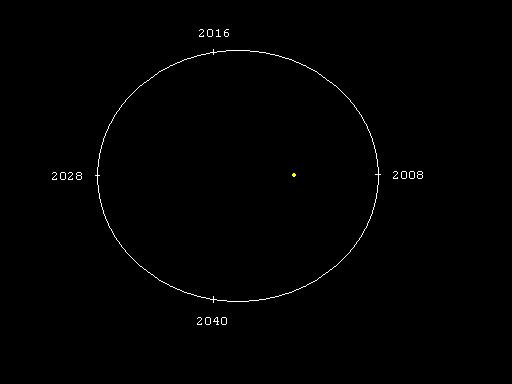
حركة الشعرى الشامية ب بالنسبة للشعري الشامية أ.

## مصدر أشعة إكس
باءت محاولات قياس الأشعة السينية الصادرة من الشعرى الشامية التي أجريت فبل عام 1975 بالفشل.
ثم أمكن اكتشافها 1 أبريل 1979 بواسطة مرصد أينشاين ذو تباين عالي HRI.
ويقع مصدر أشعة غاما نحو ~4" جنوب الشعرى الشامية أ في حين أن بعد تلك النقطة عن الشعرى الشامية ب بنحو 9 ثانية قوسية.

## وصلات خارجية
- (بالإنجليزية) Procyon sur SolStation.

## اقرأ أيضا
- قائمة أكبر النجوم
- قائمة أشد النجوم سطوعا
- السماك الأعزل
- رأس التوأم المؤخر
- عملاق أحمر
- قزم أبيض
- الانفجار العظيم
- خط زمني للانفجار العظيم
- ثقب أسود
- انفجار أشعة غاما 080319ب
- انفجار أشعة غاما 090423
- انفجار أشعة غاما 971214
- انفجار أشعة غاما 080916C
- انفجار أشعة غاما 060218
- مستعر أعظم II
- مستعر أعظم نوع Ia
- مستعر أعظم
- نجم كواركات
- نجم المليك
- حارس السماء (نجم)
- قائمة النجوم في كوكبة الكلب الأصغر